# Waulsort
Waulsort (en wallon Åssôrt) est une section et un village de la commune belge d'Hastière située en Région wallonne dans la province de Namur.
Ce village se trouve en bord de Meuse (rive gauche) dans l’ouest de la commune. C'était une commune à part entière avant la fusion des communes de 1977.

## Toponymie
Waulsort est issu de Walcio, de Volci, adjectif gaulois dû à la tribu celte des Volques (ou Volcae). C'est de ce toponyme qu'est par ailleurs issu le nom Wallonie, territoires des celtes romanisés.

## Géographie
Au niveau géologique, le sol de Waulsort est composé en grande partie par des dépôts successifs de fossiles au fond de la mer. Ces récifs qu'ils ont créé ont engendré des formations calcaires auxquelles l'on a donné le nom de Waulsortien.

## Évolution démographique
- Source: DGS, 1831 à 1970=recensements population, 1976= habitants au 31 décembre

## Histoire
Lors de la Préhistoire, l'on note une présence humaine à Waulsort ayant laissé des vestiges dans des ossuaires situés à l'abri de nombreuses grottes.
Dans l'Antiquité, les Gaulois établissent une forteresse en amont du village actuel de Waulsort.
Le village faisait partie du domaine de l'abbaye de Waulsort créée en 946 par des moines irlandais venus d'Écosse. En 969, les moines d'Hastière, chassés de leur abbaye par l'empereur Otton, s'installent à l'abbaye de Waulsort où s'applique la règle de Saint-Benoît.
Waulsort était alors un domaine de la principauté de Liège et ce, jusqu'à la mainmise de Philippe de Bourgogne sur l'abbaye.
Le Castrum Theodorici (Château Thierry), perché sur un rocher qui surplombe Waulsort sur la rive droite, est probablement construit dès le IXe siècle et progressivement renforcé pour protéger la vallée et son abbaye. Diverses familles nobles en sont successivement seigneurs: les de Faing, les de Rochefort et d'Orjo, les los d'Agimont, les Boulan et les Brandebourg. Les châtelains interviennent dans les luttes entre le Comté de Namur et la Principauté de Liège. En 1675, la forteresse est détruite par les Français après la prise de Dinant.
À la suite de la Révolution française, l'abbatiale de Waulsort est vendue comme bien national et démolie au début des années 1800.
Le 23 août 1914, au début de la Première Guerre mondiale, le 181e RI de l'armée impériale allemande y passe par les armes 14 civils et y détruit 11 maisons lors des atrocités allemandes commises au début de l'invasion.
Le dernier passeur d'eau encore en fonction sur la Meuse est un service public assuré depuis 1871 pour permettre à l'origine aux habitants de Falmignoul de venir prendre le train à Waulsort.
L'escalade s'est développée sur les rochers de Waulsort à partir des années 1930.

## Patrimoine et culture

### Patrimoine architectural
- Église romane Saint-Michel : l'une des plus anciennes du patrimoine roman mosan.
- Ruines du Château-Thierry sur les hauteurs de la rive droite de la Meuse.
- Gare style Belle époque désaffectée.
- Ancienne abbaye bénédictine de Waulsort dont l'existence remonte au Xe siècle.

## Galerie

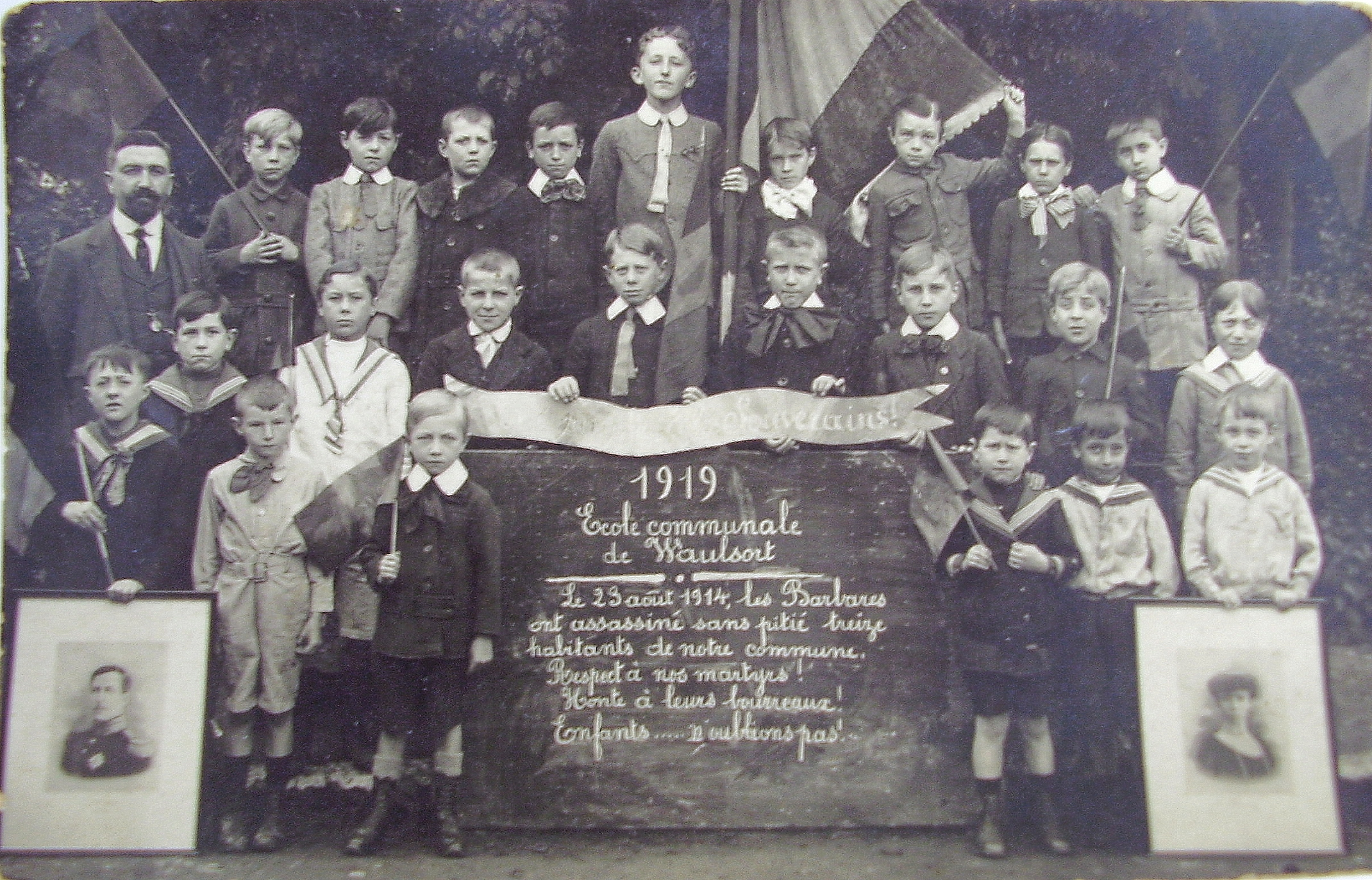
Commémoration des massacres, école communale de Waulsort (1919).
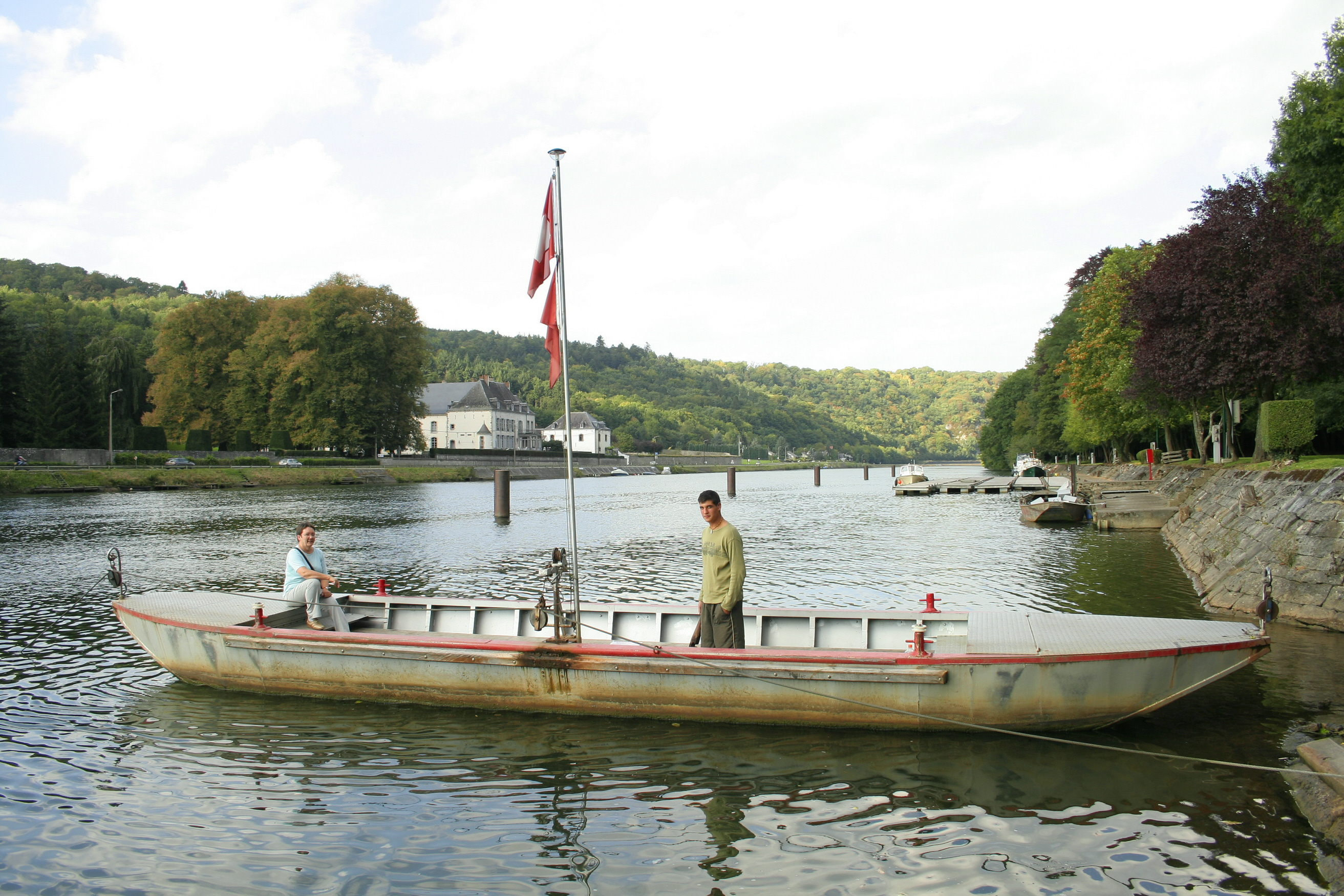
La Meuse, le passeur d'eau et le château.
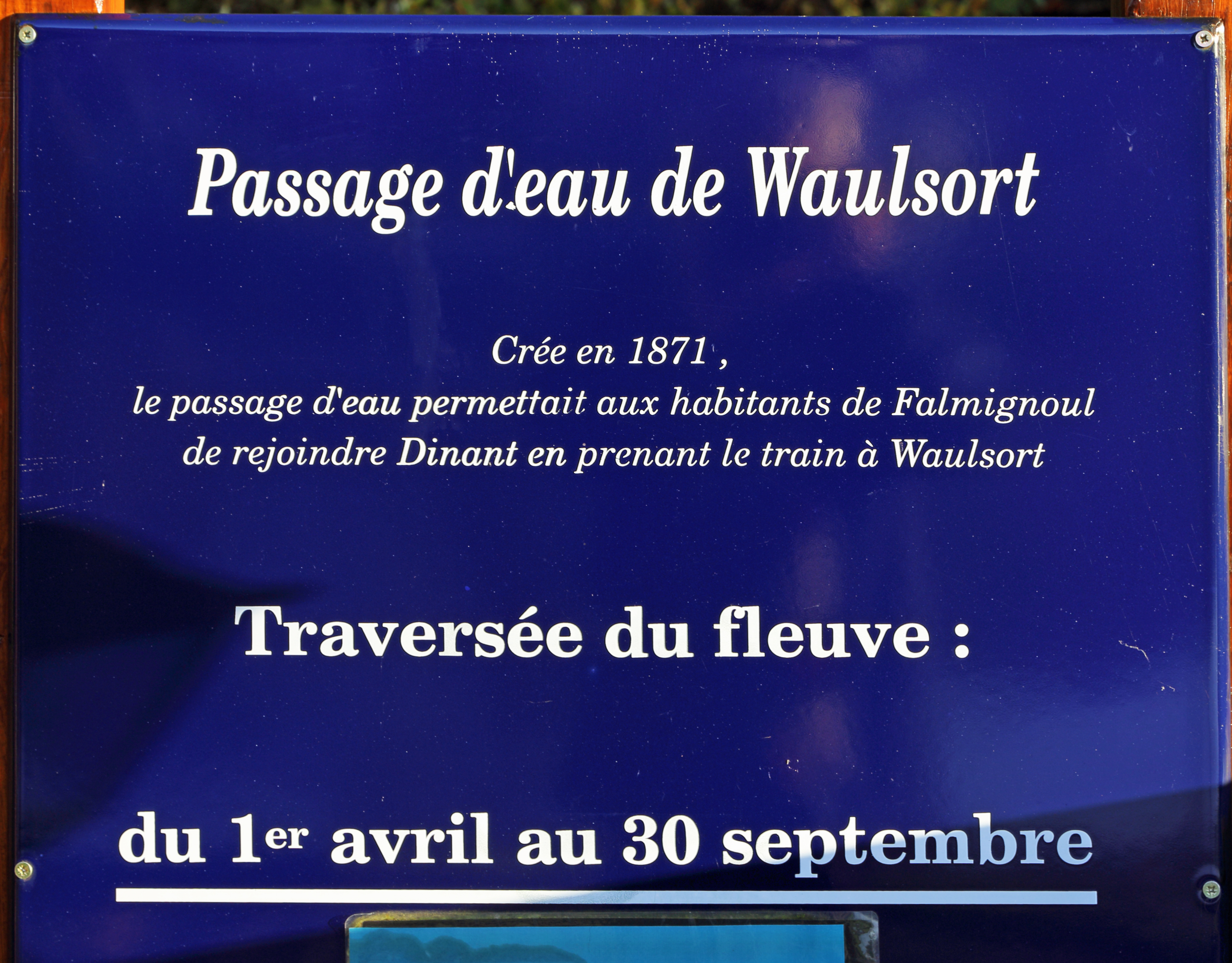
Le passage d'eau : panneau d'information.
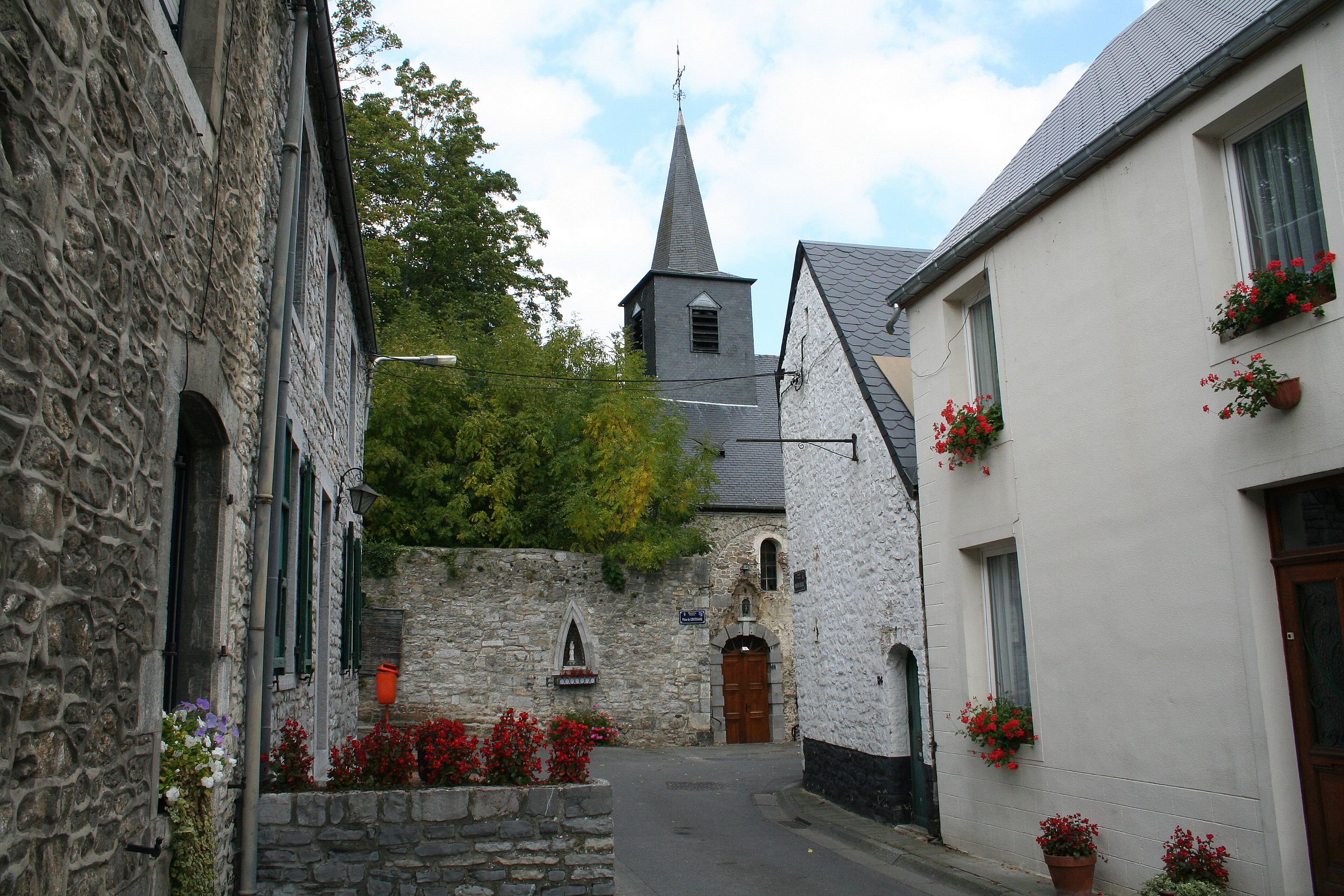
La rue de l’église (Saint-Michel).
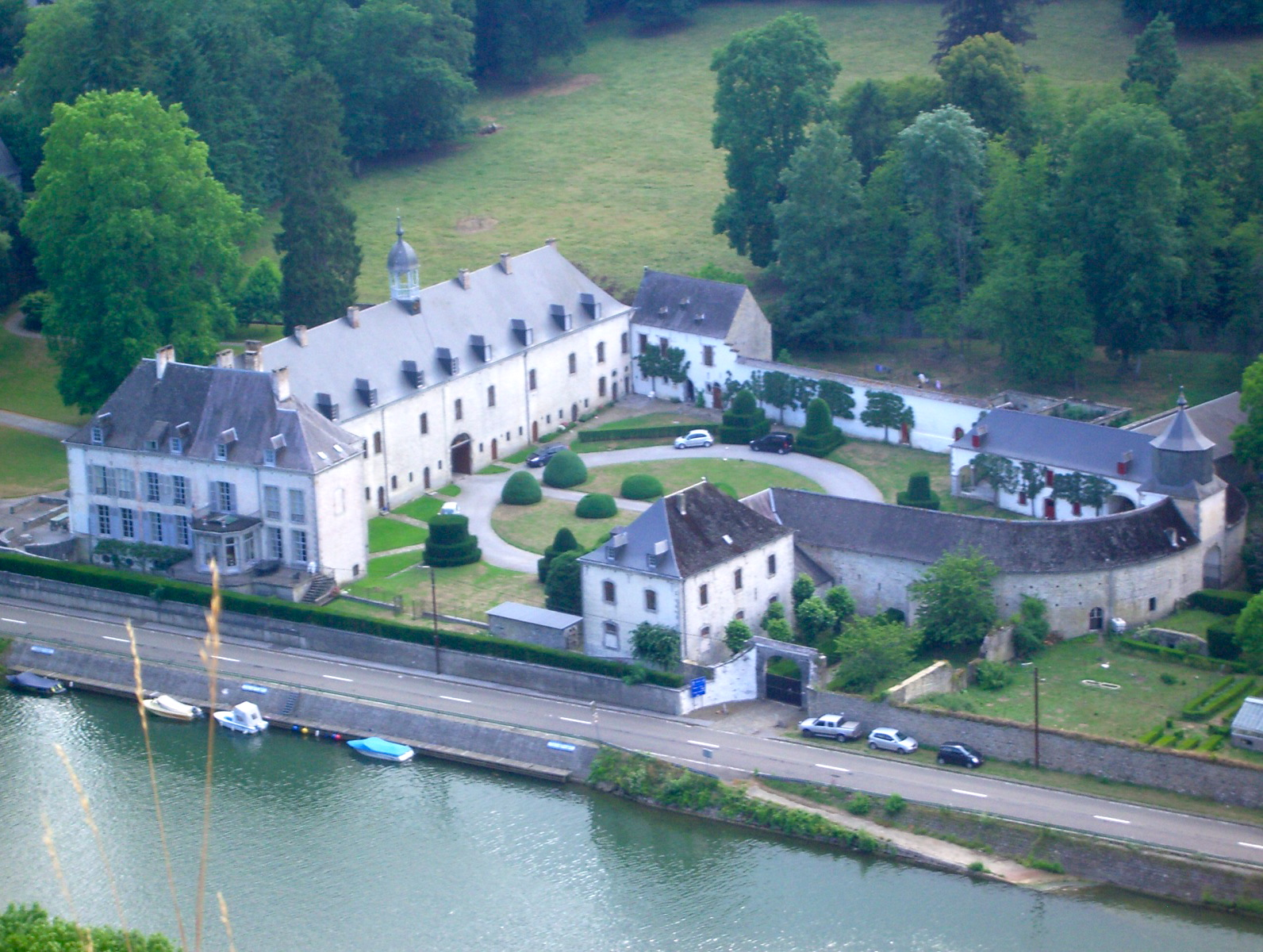
L'ancienne abbaye de Waulsort (ou château de Waulsort).
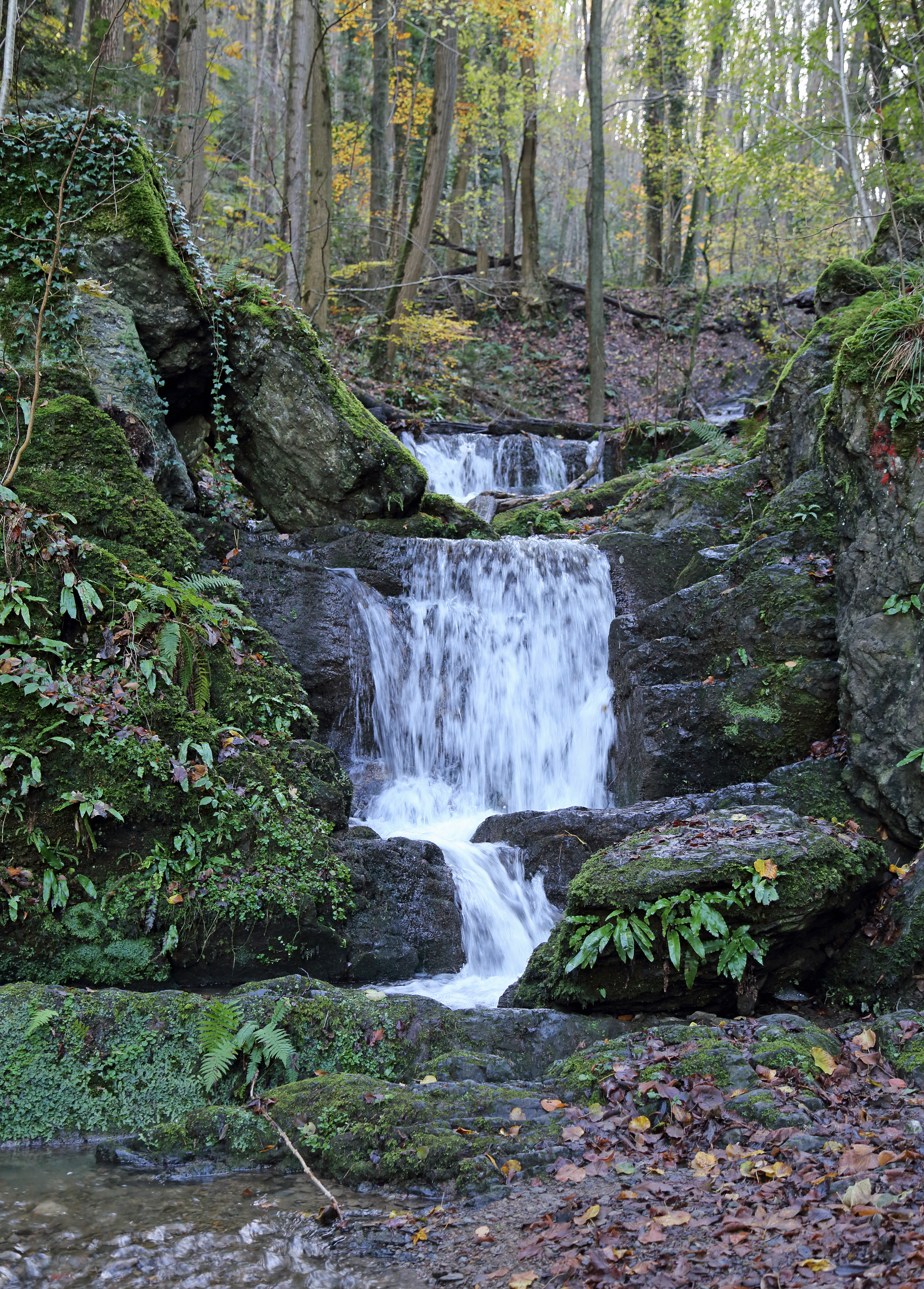
Les Cascatelles.
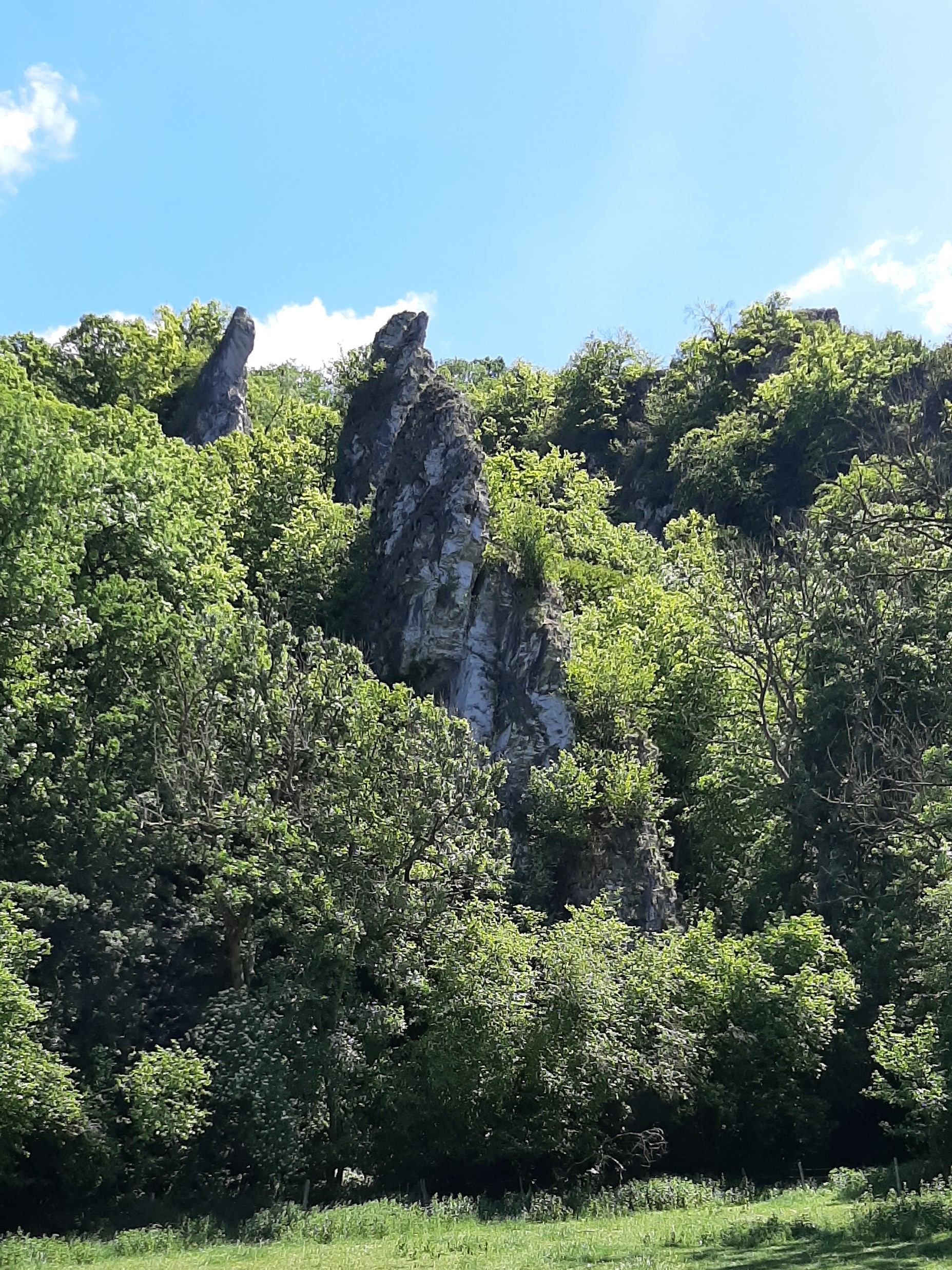
Rocher de l'N et de l'M.

## Économie

### Tourisme

#### Navigation de plaisance
Waulsort dispose d'un port de plaisance et d'une capitainerie sur la rive droite, en aval du barrage de Waulsort. Le port, ouvert du 1er mai au 30 septembre, est occupé par les membres du Yacht-Club de la Haute Meuse et dispose de places pour les bateaux de passage.
Les services sont limités sur la rive droite qui est reliée avec le village de Waulsort (rive gauche) par un passeur, le dernier sur la Meuse.

#### Randonnée et escalade
Sur la rive droite de la Meuse en face du village de Waulsort, l'on trouve huit rochers calcaires bien individualisés : la Longariesse, le rocher de Justice, le rocher de Château Thierry, le rocher de l'N et de l'M, l'arête de Falmignoul, le rocher au Drapeau, le rocher de la Source et la Barre du Toit de Waulsort. Il s'agit en général de lames de calcaire perpendiculaires au cours de la Meuse. La hauteur des falaises atteint en certains endroits 60 mètres. L'escalade est désormais interdite en vue d'éviter la dégradation des sites naturels et de permettre la nidification du faucon pèlerin.
Sur la rive gauche de la Meuse, se situe en aval de Waulsort la massive roche Al Rue et en amont la falaise de la Chamia aussi nommée Rocher du Chameau ou Roche à Musique. Cette dernière falaise forme un « cirque » semi-circulaire original. Cette paroi, haute de 25 à 40 mètres est rayée dans son soubassement délité par de strates horizontales parallèles et dans sa partie supérieure par des surplombs de calcaire de meilleure qualité. Dans la partie droite du massif, le roi Albert Ier et son fils le Prince Léopold III ont été en 1932-1933 les pionniers de l'escalade à Waulsort en ouvrant une voie d'escalade dans la végétation existante opportunément baptisée « Le Royal Bûcheron ».
De nombreux sentiers de randonnées balisés parcourent le bas et le haut des falaises sur la rive droite et sur la rive gauche. Sur la rive gauche, des ravins entaillent le plateau calcaire, par lesquels ont été tracés des sentiers dont celui des cascatelles. Un point de vue sur le rocher du Drapeau  donne un aperçu plongeant sur le village et la Meuse. Le sentier du haut des rochers passe également à proximité des ruines romantiques de Château-Thierry dont l'accès n'est pas autorisé.

## Personnalités
- Laurent Hendschel (wa) est originaire de Waulsort ;
- Albert Wayens: écrivain et auteur de l'ouvrage, les Notes waulsortoises, tomes 1-5 (1981, 1982, 1984, 1985 et 1987).
- Koen Broucke, peintre contemporain belge[7], né en 1965, qui habite à Waulsort et y a installé son atelier.